# 山形県立鶴岡工業高等学校
山形県立鶴岡工業高等学校（やまがたけんりつ つるおかこうぎょうこうとうがっこう）は、山形県鶴岡市に所在する県立工業高等学校。鶴工の通称で呼ばれている。英語表記はTsuruoka Technical High School。

## 沿革
- 1895年12月28日　鶴岡町立鶴岡染織学校創立（以後、西田川郡立庄内染織学校（1914年）、西田川郡立庄内工業学校（1916年）と改称）。明治政府の殖産興業政策により、鶴岡で絹織物産業が盛んになり、織物組合立染織学校として創設された[1]。
- 1920年2月26日　文部省告示77号を以て工業学校規定に依り山形県西田川郡鶴岡町への山形県立鶴岡工業学校の設置認可。
- 1920年4月1日　山形県立鶴岡工業学校開校。染織、電気機械、木材工芸の3科を設置。（現在の鶴岡工業高校はこの時を同校の開校としている）
- 1922年10月20日　新築校舎本館落成式挙行。（以後、同日を創立記念日とする）
- 1947年8月16日 - 昭和天皇の行幸（昭和天皇の戦後巡幸）[2]。校庭に市民奉迎開場が設営された[3]。
- 1948年4月1日　学制改革により山形県立鶴岡工業学校を前日付にて廃校、新たに山形県立鶴岡第二高等学校を設置。（電気、電気通信、機械、建築、染織の5科を設置する）同日、定時制課程（夜間）設置（電気、機械、建築の3科）
- 1950年3月31日　校名変更により山形県立鶴岡工業高等学校と改称。
- 1962年4月1日　定時制課程に電気通信科設置
- 1963年4月1日　全日制、定時制課程の電気通信科を電子科と科名変更
- 1965年4月1日　全日制染織科を工業繊維科と科名変更
- 1973年4月1日　全日制工業繊維科を色染化学科と科名変更
- 1974年4月1日　全日制に情報技術科設置
- 1977年3月31日　定時制電子科廃止
- 1979年3月31日　定時制電気科廃止
- 1979年4月1日　定時制機械科を機械電気科と科名変更
- 1987年3月31日　定時制機械電気科、建築科募集停止
- 1987年4月1日　定時制工業技術科設置
- 1989年3月31日　全日制色染化学科募集停止
- 1989年4月1日　全日制素材化学科・電子機械科設置
- 1994年7月24日　野球部が全国高等学校野球選手権山形大会4度目の優勝、春夏通じての初の甲子園出場を決める。

（過去3回の優勝時は、1県1代表制ではない時代1951年・1954年は東北大会、1966年は西奥羽大会で敗退の為、甲子園出場ならず）
- 2000年　創立80周年を記念し「100周年を目指し熱く鶴工を想う会」を挙行。
- 2001年　それまでの全日制7学科を募集停止とし、新たに6学科を開設。
- 2003年　全日制7科体制での最後の生徒が卒業。6システム科体制へ完全に移行する。
- 2015年　全日制生産システム科募集停止。この年の入学生より機械(M)・電気電子(E)・情報通信(I)・建築(A)・環境化学(K)の5学科制に移行。
- 2022年3月 - 田川地区高校再編整備により定時制課程を募集停止予定[4]

## 設置学科

### 全日制の課程
(2015年度入学より)
後部カッコ内は各科の略称である。1年機械科の場合、「1M」などと略称で呼ばれることが多い。
- 機械科 (M科)
- 電気電子科 (E科)
- 情報通信科 (I科)
- 建築科 (A科)
- 環境化学科 (K科)

（2001年度入学～2014年度入学）
後部カッコ内は各科の略称である。1年機械システム科の場合、「1G」などと略称で呼ばれることが多い。
全ての学科が「システム科」と称するため、6学科併せて「6システム科」と呼ばれることがある。
- 機械システム科（G科）
- 生産システム科（F科）
- 電気電子システム科（D科）
- 情報通信システム科（I科）
- 建築システム科（B科）
- 環境システム科（K科）

### 定時制の課程
夜間の課程。修業年限は3年以上。（3年卒業希望者は定通併修、技能審査成果の単位認定を利用）
- 工業技術科

## 部活動
運動部に関しては、全ての部がほぼ毎年地区高校総体を勝ち抜き、県高校総体に進出する程活躍し、特に水泳部は毎年インターハイに進出している。
運動部
- 野球部
- バスケットボール部
- バレーボール部
- 卓球部
- サッカー部
- ソフトテニス部
- バドミントン部
- 柔道部
- 剣道部
- 弓道部
- 水泳部
- 陸上競技部
- ラグビー部
- アーチェリー部
- ウエイトリフティング部

文化部
- 美術部
- 写真部
- 吹奏楽部

ものづくり研究クラブ
- メカニカル技術クラブ
- サイエンスクリエイタークラブ
- コンピュータサイエンスクラブ
- ロボティクスクラブ

## 生徒会委員会
- 常任委員会
- 週番委員会
- 図書委員会
- 保健委員会
- 新聞・寵児編集委員会
- 放送委員会
- ボランティア活動推進委員会
- クラスマッチ実行委員会
- 文化祭/体育祭実行委員会
- 選挙管理委員会
- 応援団リーダー

## 交通
JR鶴岡駅より徒歩約25分。
周辺には市役所、荘銀タクト鶴岡、山形県立鶴岡南高等学校、山形県立鶴岡北高等学校、東北公益文科大学、慶應義塾大学先端生命科学研究所、鶴岡アートフォーラム（芸術展示施設）などが存在する。

## 著名な卒業生
- 佐藤建吉 - 工学博士・千葉大学工学部／大学院・助教授
- 田沢芳夫 - 元プロ野球選手
- 花筏健 - 元大相撲力士
- 高橋達也 - ジャズ・テナーサックス奏者
- 土岐健一 - 水泳選手/世界競泳2007日本代表
- 上林恒平 - 刀工、山形県県指定無形文化財（工芸技術）保持者。
- 五十嵐正 - 教育者、岩手県前沢高校元校長 、岩手女子高校元校長、岩手県教育委員会教育長、岩手県私学振興会理事
- 佐藤望 - エフエム栃木（通称：RADIO BERRY）所属の専属アナウンサー
- 中村美樹 - アーチェリー選手、東京2020オリンピック出場